# Diocèse de Tréguier

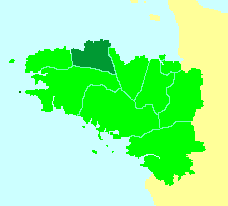
L'évêché de Tréguier

Le diocèse de Tréguier (en latin : Dioecesis Trecorensis) est un ancien diocèse de l'Église catholique en France.
Il était, jusqu'au Concordat, l'un des neuf diocèses ou évêchés historiques de Bretagne, dont le territoire était principalement constitué par le Trégor.
Son territoire est repris majoritairement dans l'actuel diocèse de Saint-Brieuc et Tréguier, et pour une petite partie dans le diocèse de Quimper et Léon.

## Histoire
Selon la tradition ou la légende, l'évêché de Tréguier aurait été fondé en 542 par saint Tugdual, qui en fut le premier évêque.
En 2018, l'historien André-Yves Bourgès rédigea une synthèse relative à la date réelle de création de cet évêché. Il la situe à une période comprise entre 1024 et 1034, période à rapprocher de la date de création d'un vaste apanage au nord de la Bretagne au profit d'Eudes, frère d'Alain III en 1035.
L'évêché de Tréguier disparut lors de la Révolution le 12 juillet 1790 (décret du 14 novembre 1789) et le dernier des évêques, Augustin-René-Louis Le Mintier, s'enfuit à Jersey en 1791. Juste auparavant, il se réfugie au château de Boisriou à Trévou-Tréguignec. En 1801, Tréguier est rattaché à l'évêché de Saint-Brieuc.
À la fin du IXe siècle et pendant une bonne partie du Xe siècle, une interruption de la fonction épiscopale pendant 90 ans liée aux invasions normandes est à signaler.
Son siège était la cathédrale Saint-Tugdual de Tréguier.

## Étendue et subdivisions

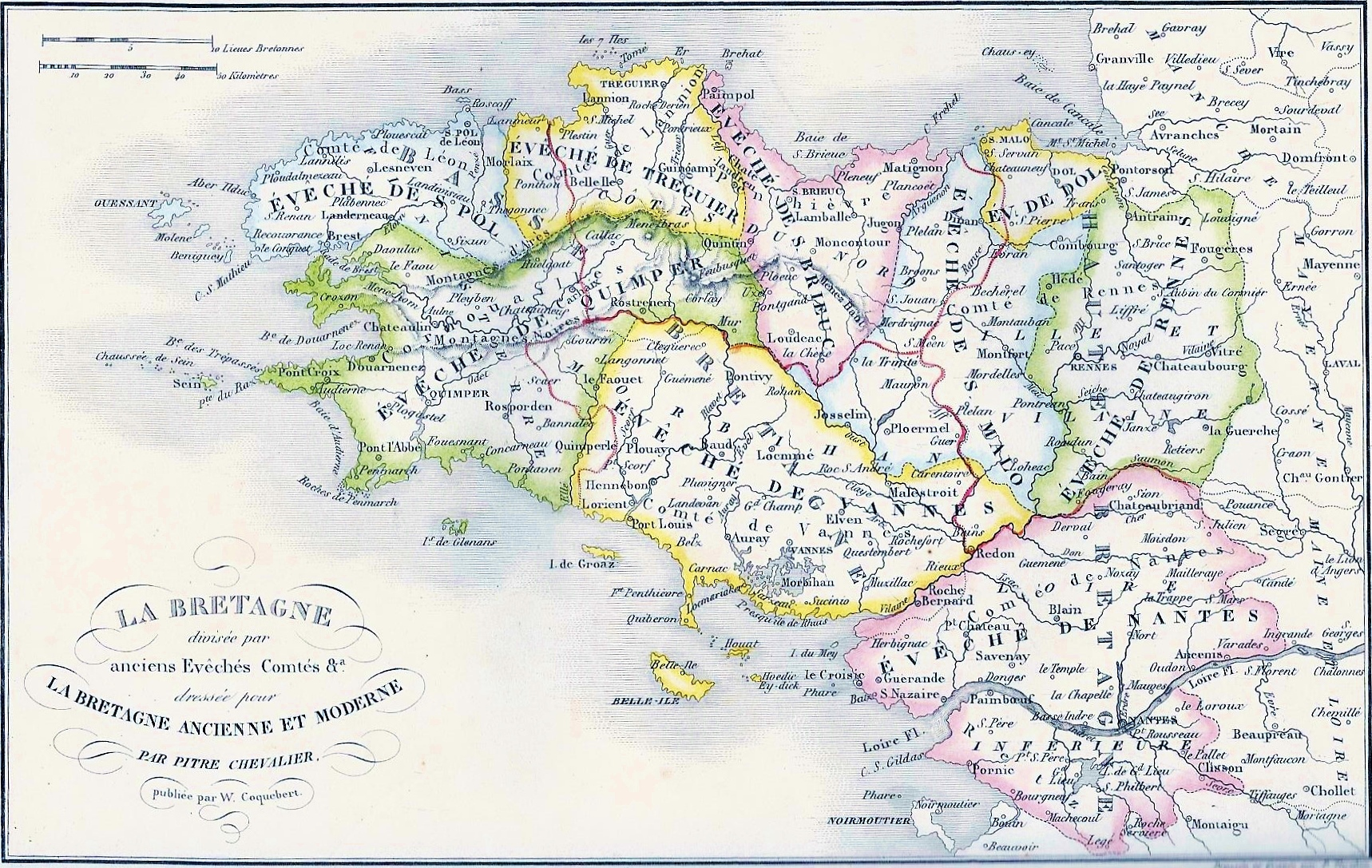
Carte des évêchés bretons d'Ancien Régime (par Pitre-Chevalier dans "La Bretagne ancienne et moderne", 1844).

L'évêché de Tréguier correspond au Trégor qui s'étend approximativement sur une grande moitié ouest de l'actuel département des Côtes-d'Armor, ainsi qu'une petite partie nord-est du Finistère jusqu'à la partie rive droite de la ville de Morlaix dite Trégor finistérien.

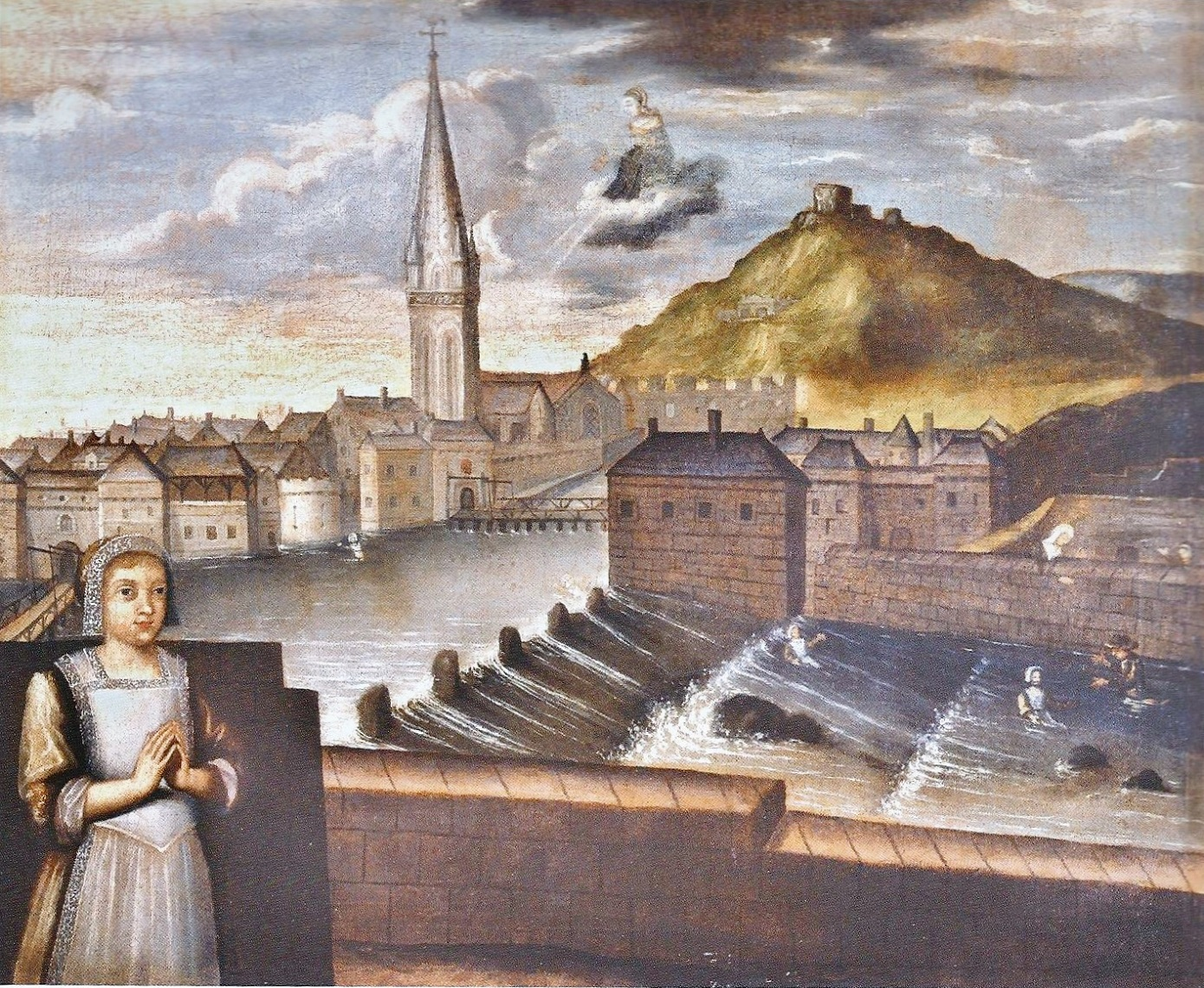
Ex-voto représentant notamment l'ancienne collégiale Notre-Dame-du-Mur de Morlaix.

L'évêché de Tréguier comportait 2 archidiaconés (la liste détaillée de leurs paroisses est détaillée par Aurélien de Courson). :
- Tréguier à l'Est, entre le Leff et le Léguer ;
- Plougastel (Ploucastel ou Pou-Castel) à l'Ouest, entre le Queffleuth et le Léguer ;

ainsi qu'un minihy :
- Le Minihy de Tréguier.

Le diocèse comptait aussi deux collégiales : Tonquédec (l'église de Tonquédec est érigée en collégiale le 17 août 1447), et, à Morlaix, Notre-Dame-du-Mur (disparue).
L'évêché de Tréguier comptait 104 paroisses et 37 trèves en 1788 (97 paroisses en 1665 selon Colbert de Croissy). Les paroisses de Lanmodez, Loguivy-lès-Lannion, Perros-Guirec, Trévou-Tréguignec, Lanmeur (et sa trève Locquirec), Coadout (et sa trève Magoar) et Lanvellec, bien qu'enclavées dans l'évêché de Tréguier, appartenaient à l'évêché de Dol.

## Quelques événements
- Les fouages sont un impôt foncier, appelé ailleurs taille, qui donne lieu à de multiples exemptions en faveur des familles nobles et de leurs métayers[5]. En 1426, le duc de Bretagne décide une révision de la liste des contribuables assujettis à cet impôt, et en particulier aux nobles de prouver leur noblesse afin de limiter les exemptions[6]. Ces documents sont conservés aux archives départementales de Loire-Atlantique. Le registre de la "réformation des fouages dans l'évêché de Tréguier" a été publié[7].